# 峡口镇 (青铜峡市)
峡口镇，是中华人民共和国宁夏回族自治区吴忠市青铜峡市下辖的一个乡镇级行政单位。

## 行政区划
峡口镇下辖以下地区：
团结新村社区、西滩村、谭桥村、汉渠村、赵渠村、闫渠村、巴闸村、任桥村、沈闸村、郝渠村、草台子村、跃进村和新田村。